# Letní jazzová dílna Frýdlant
Letní jazzová dílna Frýdlant, taktéž zvaná Letní jazzová dílna Karla Velebného je hudebním workshopem jazzových hudebníků, která se každoročně v letních měsících koná ve Frýdlantu za účasti předních českých jazzových solistů a zahraničních lektorů.
LJD Frýdlant založil Karel Velebný v roce 1984.
Karel Velebný byl ředitelem LJD prvních pět let. Po jeho smrti se funkce ředitele ujal Emil Viklický, a po něm „jazzlo“ uchopil Karel Růžička.
Lektory Jazzové dílny jsou známé osobnosti české i zahraniční jazzové scény: Luboš Andršt (kytara), Mojmír Bártek (trombón), Jan Beránek (housle), Josef Fečo (kontrabas) Zdeněk Fišer (kytara), Rostislav Fraš (saxofony), Jaromír Hnilička (trubka), Martin Lehký (basová kytara), Svatobor Macák (saxofony), Pavel Razím (bicí nástroje), Jiří Stivín (flétny), Lubomír Šrámek (klávesy), Boris Urbánek (klávesy).
Ze zahraničních lektorů je možno jmenovat například Lee Andrew Davisona (vokál), Garyho Rissmillera (bicí nástroje), Neila Wetzela (saxofony) a Skipa Wilkinse (vokál).